# Olskroken

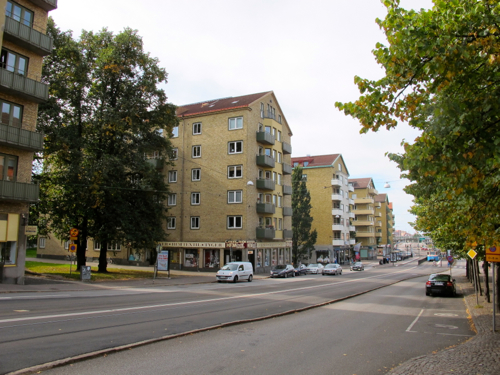
Redbergsvägen går österut genom Olskroken.

Olskroken är en stadsdel och ett primärområde i stadsområde Centrum i Göteborgs kommun. Stadsdelen har en areal på 89 hektar, och i primärområdet utgjorde befolkningen 5 891 år 2013, drygt 1 % av Göteborgs.
Namnet Olskroken är känt från mitten av 1600-talet. Stadsdelen bebyggdes under åren 1884 till i början av 1900-talet huvudsakligen med landshövdingehus. Från 1973 och under en tioårsperiod sanerades stadsdelen hårt, vilket väckte stark kritik.

## Utbredning
Olskroken gränsar till stadsdelarna Stampen, Gullbergsvass, Gamlestaden, Bagaregården och Lunden. Stadsdelen begränsas av motorväg E 6/E 20, Säveån, Gamlestadsvägen, Riddaregatan (E 20), Ånäsvägen, Redbergsplatsen, Danska vägen, Mäster Johansgatan, Mintensgatan och Redbergsvägen. Inför järnvägens framdragande 1856, upprättades en karta över "Lägenheterne Stora- och Lilla Olskroken", vars areal uppgick till cirka 100 tunnland. Lilla Olskrokens utbredning med cirka 25 tunnland var från Dämmet (där Fattighusån ansluter till Mölndalsån), väster om Gullbergsån och fram till Göta älv. Stora Olskroken med cirka 75 tunnland, var området öster om Gullbergsån, fram till Ranängsbergen (övre Lunden) och vidare norrut till Göta älv.
I dagligt tal avses i första hand området längs Redbergsvägen och kring Olskrokstorget. Via Övre Olskroksgatan nås det högre belägna området bebyggt med tegelhus av 1930-talssnitt. Högst upp på Redberget ligger Redbergsparken, en promenadpark på cirka 3,5 hektar, som anlades 1902. Där bortom finns landshövdingehus och andra äldre hus längs Ånäsvägen, som leder mot Gamlestaden och var Danska vägens förlängning till Bohus.

## Namnet

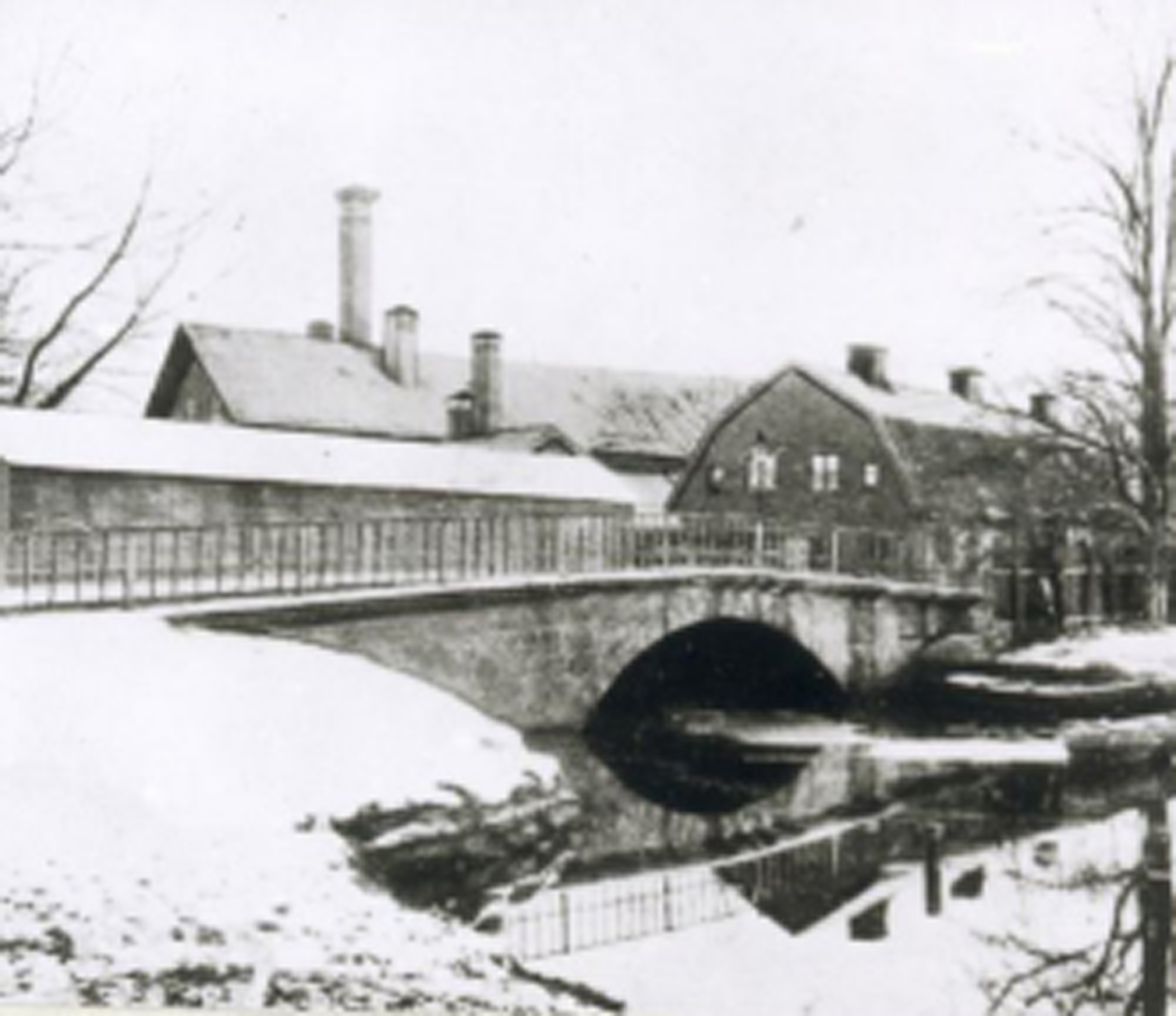
Landeriet Stora Olskroken 1902.

Lilla och Stora Olskroken (1624 benämnd "Wahammars äng") kallades de landerier som låg strax norr om Olskrokstorget, därav namnet på stadsdelen. Namnet Olskroken är känt från mitten av 1600-talet, men man vet inte riktigt dess ursprung. Kanske var det ägaren till Stora Landeriet 1651-1671, Ollrich Steinkamp som står för förleden ”Ols” och ”kroken” kan syfta på att Gullbergsån gjorde en krök precis här. Mest sannolikt är dock att namnet kommer av Olsmässkroken, med innebörden; "en mager, besvärlig äng", och syftar på tiden kring Olsmässan den 29 juli.

## Historia

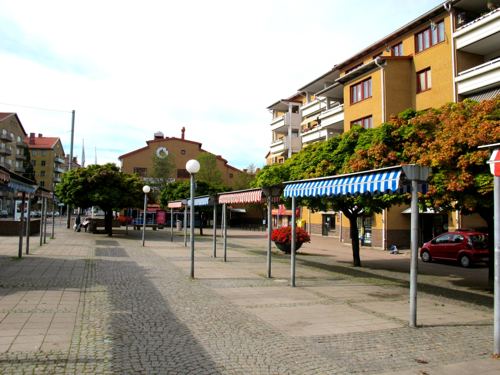
Olskrokstorget västerut.

För nästan 400 år sedan försvarade kommendanten Mårten Krakow befästningen Gullberg på den plats som vi idag kallar Olskroken, mot danskarna. Flera blodiga strider utkämpades i området genom historien.
Igenom Olskroken skär Redbergsvägen, med mycket gamla anor. Huvudvägen mot Västergötland har sedan urminnes tider gått fram just över eller i kanten av den angränsande åsen, och vidare bort över Danska vägen.
I magistratsförklaringen angående stadens landeriområden 15 juli 1719 heter det om nr 124 på 1696 års karta; Wid samma äng (Wahammar) en af Hans Högsahl. Kongl. Maj:t Konung Carl XI privilegierad Krog wed nampn Pryssekrogen, til samma Krog en lijten Trä- och Kåhlgård, Concidereras under ett arrende med sjelfwa ängen. Strax öster om nuvarande Redbergsplatsen i Olskroken, låg denna gästgivaregård redan på 1680-talet, vilken från cirka 1725 innehades av förre "enrolleringsbåtsmannen" Anders Rebba (†1748). Benämningen "Rebbas Lid" (Redbergslid) syftar eventuellt på honom, då det urgamla ordet lid dessutom betyder ungefär brant backe, vilket också stämmer med terrängen. Landeriet Redberg har därefter fört namnet vidare. Redbergsområdet hörde till stadens ursprungliga donation, och fram till 1830-talet fanns här inte mycket annat än betesmarker och det nämnda värdshuset.

### Järnväg och andra kommunikationer

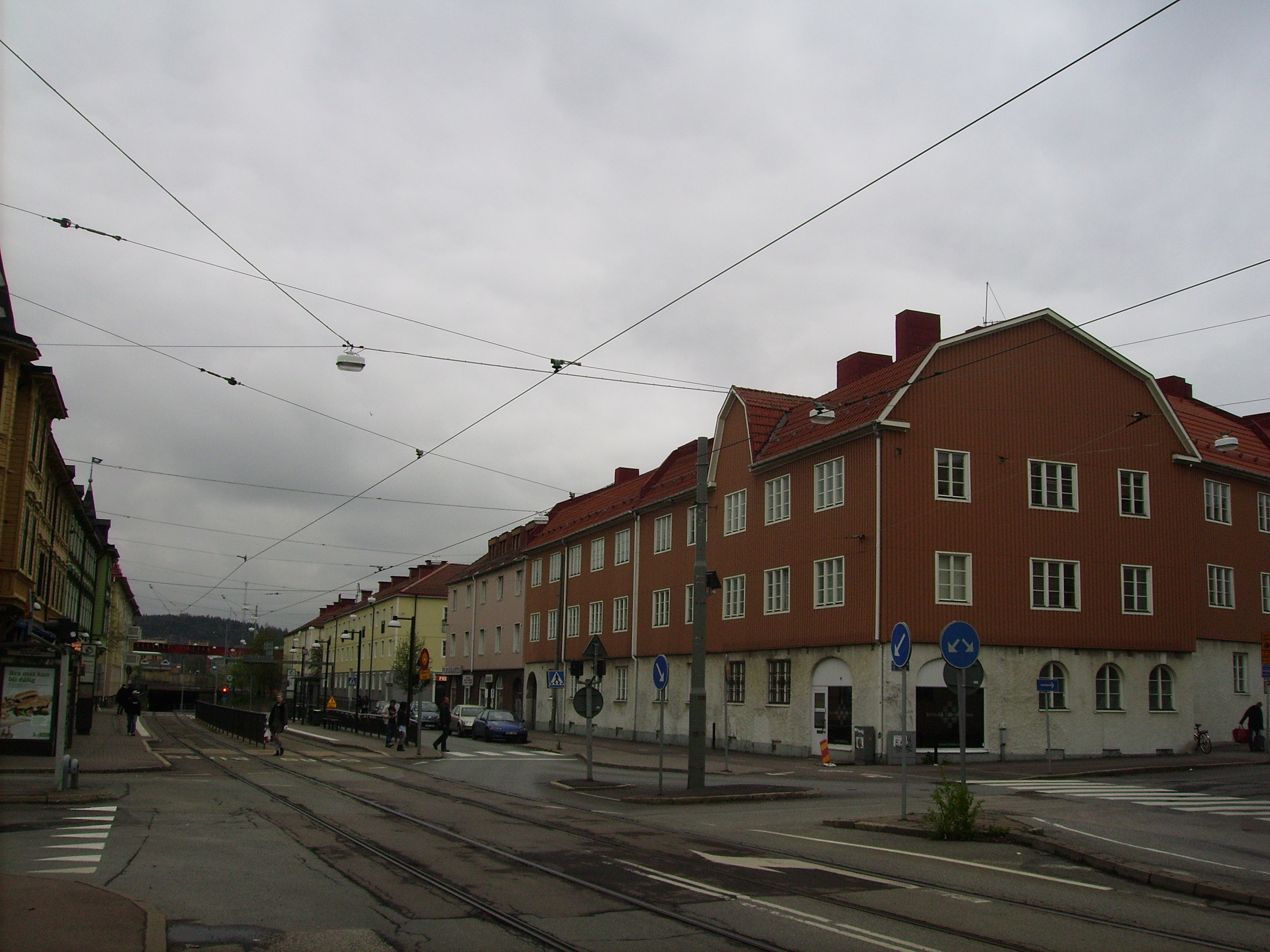
Ånäsvägen åt nordost.

År 1856 drogs Västra stambanan genom norra Olskroken, och öppnades för trafik den 1 december mellan Göteborg och Jonsered. År 1876 startade godstrafiken här och 1881 passagerartrafiken. År 1877 öppnades Bergslagernas Järnvägar och i Olskroken anlades i juli 1929 en förbindelsestation med Västra stambanan, med stationshus vid korsningen av Riddaregatan och Prästgatan, ritad av Folke Zettervall. Även Bohusbanan passerade stationen. Denna var fram till 1964 Sveriges största station, med en spårlängd inom bangårdsområdet på 300 kilometer. Här lastades och lossades mellan 300 000 och 400 000 vagnar årligen med hjälp av 35 växellok, dygnet runt. Om stinsen skrev SJ då: "Vagnlasttrafiken dirigeras från Olskrokens station, som är något vida mer än en förstadshållplats. Den tillkom 1876, då det behövdes en rangerstation vid den punkt där Västra stambanan och Bergslagsbanan skildes åt. Nu sitter stinsen på Olskroken liksom spindeln i centrum och följer de hundratals tågens gång över det väldiga linjenätet. Under honom sorterar samtliga hamnbanestationer samt Sävenäs rangerbangård." Stationen hade även landets största ställverk för att kunna dirigera trafiken över de närmare tvåhundra olika tågvägarna. Fler än 500 personer hade sitt arbete här. Olskroken fick sin dödsstöt den 1 juli 1964 då en omorganisation placerade stationen under Göteborg Norra. Ställverket fanns kvar till 1983, för att i det sista kunna betjäna cirka 300 tågrörelser/dygn.
År 1980 lades den sista persontrafiken ned och nu finns inga synliga rester av stationen. Stationen revs i januari 1984, men de fina skifferplattorna på dess tak togs tillvara för att användas på andra offentliga byggnader i staden.
Parallellt med järnvägen anlades Riddaregatan, som senare förlängdes i riktning mot centrum och mot Partille, och blev Göteborgs nya huvudväg österut i stället för Redbergsvägen. Riddaregatan byggdes senare om till motorväg, nuvarande E 20.
Hästspårvägen från centrum gick i Redbergsvägen fram till Redbergslids början. Från 1902 fram till 1904 vände spårvagnarna vid Borgaregatan och därpå förlängdes linjen till Redbergsplatsen. År 1925 låg spåren klara för den elektriska spårvagnen, vidare längs med östra begravningsplatsens kyrkogårdsmur och fram till Härlanda.
Senare tillkom Kvibergslinjen från Olskrokstorget via Riddaregatan, korsande Västra Stambanan och vidare via (dåvarande, norra) Ånäsvägen. Den lades senare om till den nya Riddarebron i väster, och till den nya Gamlestadsvägen i öster, genom en port under Västra stambanan. Slutligen togs 1964 spårvägen bort från Riddaregatan och lades istället via Redbergplatsen och en nybyggd sträcka i (södra) Ånäsvägen.

### Bostäder och stadsplan

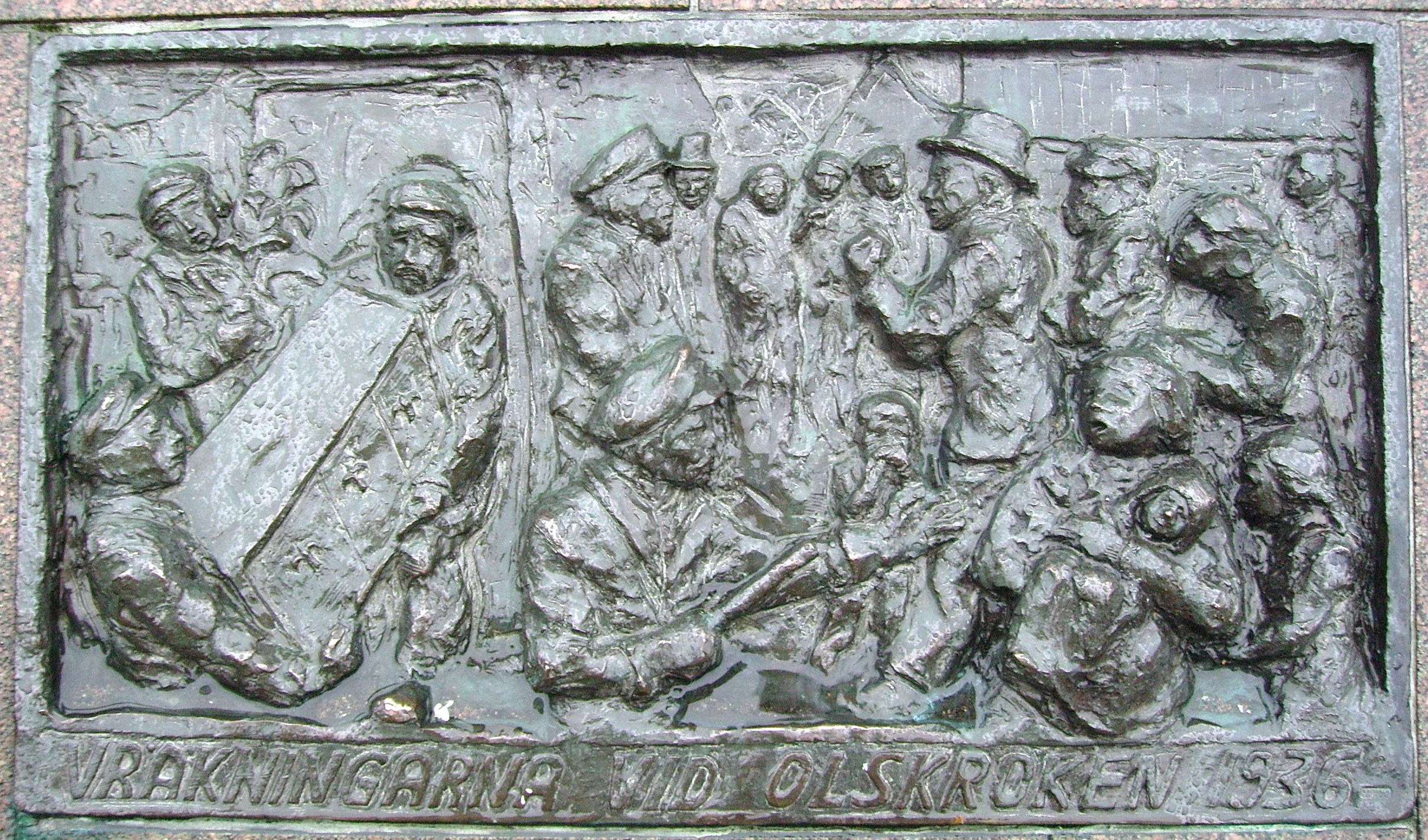
Vräkningarna vid Olskroken 1936. Detalj i monumentet Genom arbete i arbete.

I en motion i det nya stadsfullmäktige föreslog Sven Adolf Hedlund att man borde undersöka fattigdomen i Göteborg, vilket väckte en kraftig opposition. Trots det stora motståndet, genomdrev Hedlund sitt förslag och en kommitté tillsattes "för undersökning av pauperismen" (fattigdomen), vilken blev klar med sitt arbete 1865. Man konstaterade att det är de usla bostadsförhållandena, som skapar den värsta fattigdomen samt att: "Arbetarklassens bostäder äro oftast lägenheter i gamla upprötta trähus. Vinden spelar här in genom otäta fönster, dörrar, som ej kunna stängas, och de murkna väggarna. Golven äro, i övre våningen över ett brygghus, en vedbod eller dylikt, dragiga och kalla, på nedre botten alltid upprötta och ofta fuktiga av väta. Eldstäderna ryka ofta in. Vid köld räcker intet bränsle att skaffa tillräcklig värme, och denna måste hållas inne medelst sorgfälligt tillstoppande av hål och springor med trasor." och avslutas med: "Dessa människor äro okunniga, tanklösa och oförståndiga varelser, men ofta till sitt uppförande oklanderliga, ärliga och beskedliga, visst icke alltid vårdslösa lättingar, som vilja ligga det allmänna till last. Även det samhälle de tillhöra lider förlust, icke endast den materiella, ganska betydliga, som uppkommer genom fattigvårdens betungande med försörjning av de många änkorna, föräldralösa och genom sjukdom i förtid orkeslösa, utan även en i penningar icke uppskattbar, därigenom att i dessa bostäder uppväxer ett svagt, sjukligt och kortlivat släkte, som, odugligt till ett kraftigt kroppsarbete, i stället anlitar de lättare förvärvsmedel, som i städerna florera och — vid tillfälle — lätt tager steget från fysiskt vansläktande och ekonomisk ruin till moralisk förnedring. Dryckenskap, prostitution, laster och brott äro proletariatets bedrövliga frukter."
Enligt ett kungligt brev 23 november 1866 skulle en förstad anläggas vid Ånäsvägen och Olskroken med byggnader av trä och 50 fot breda gator. Men det dröjde ganska länge innan planerna kunde förverkligas, och först den 13 augusti 1880 fastställde Kungl. Maj:t stadsplanen för delar av landerierna Stora Olskroken, Ånäs och Redberget i Göteborgs 12:e rote och 1883 började Olskroken dräneras. Samma år såldes 7 tomter till ett pris av 36-56 öre per kvadratfot. 1884 byggdes det första landshövdingehuset i Olskroken, vid Redbergsvägen 16, på platsen för den omtalade Pryssekrogen. Det tillhörde en droskägare Carlsson. År 1891 beslutade stadsfullmäktige inrätta apoteket Korpen i Olskroken, och den 1 december samma år upplåts Olskrokstorget till försäljningsplats för ...livsförnödenheter och lantmannaprodukter. År 1897 byggdes det 23 landshövdingehus enbart i Olskroken. Den främste byggmästaren i Olskroken var Lars Forsberg. Problemen fortsatte dock, eftersom enrumslägenheterna oftast var för små för de barnrika familjerna. Dessutom slukade hyran mer än den genomsnittliga veckoinkomsten för en familjeförsörjare, vilket ledde till ett omfattande inneboendesystem. Stadsdelen var fullt utbyggd i början av 1900-talet.
Hjalmar Wallqvist säger 1889 om husen i området; "De äro af hög ålder och vanligen illa uppförda. Men öfver det hela hvilar likväl en prägel af förnöjsamhet och relativ välmåga, som qvarlemnar ett godt intryck."
I början av 1900-talet var det fortfarande fullt med trafik på Gullbergsån, med både lastpråmar och nöjesbåtar. En järnvägsviadukt drogs senare parallellt med ån rakt över Olskrokstorget och Västra stambanan. Den finns kvar men en nybyggd ersättning planeras. När ritningarna till det stora Olskroksmotet var klara 1960, förändrade det hela området och Olskrokstorget utgick på grund av ändringen i stadsplanen. Första spadtaget till motet togs den 20 januari 1961. Torget och de två gamla broarna över Gullbergsån försvann därefter med grävskoporna. När det nya Olskroken byggdes flyttades torget till sin nuvarande plats och återfick sitt forna namn 1982. Intill det gamla torgets plats, åt väster, byggdes 2007 ett parkeringshus. Olskrokstorget uppmättes till 2 320 kvadratmeter år 1900.
I mitten av februari 1914 utrustades de 22 befintliga belysningsstolparna längs Redbergsvägen med gaslampor, så kallade "invertlampor," två på varje stolpe med automatisk tändning och släckning. Detta var den andra gatan som utrustades med denna typen av belysning, den första var Andra Långgatan.
År 1924 hade samtliga förträdgårdar längs Redbergsvägen tagits bort. Skälet var att den ökade trafiken krävde större plats.

### Sanering

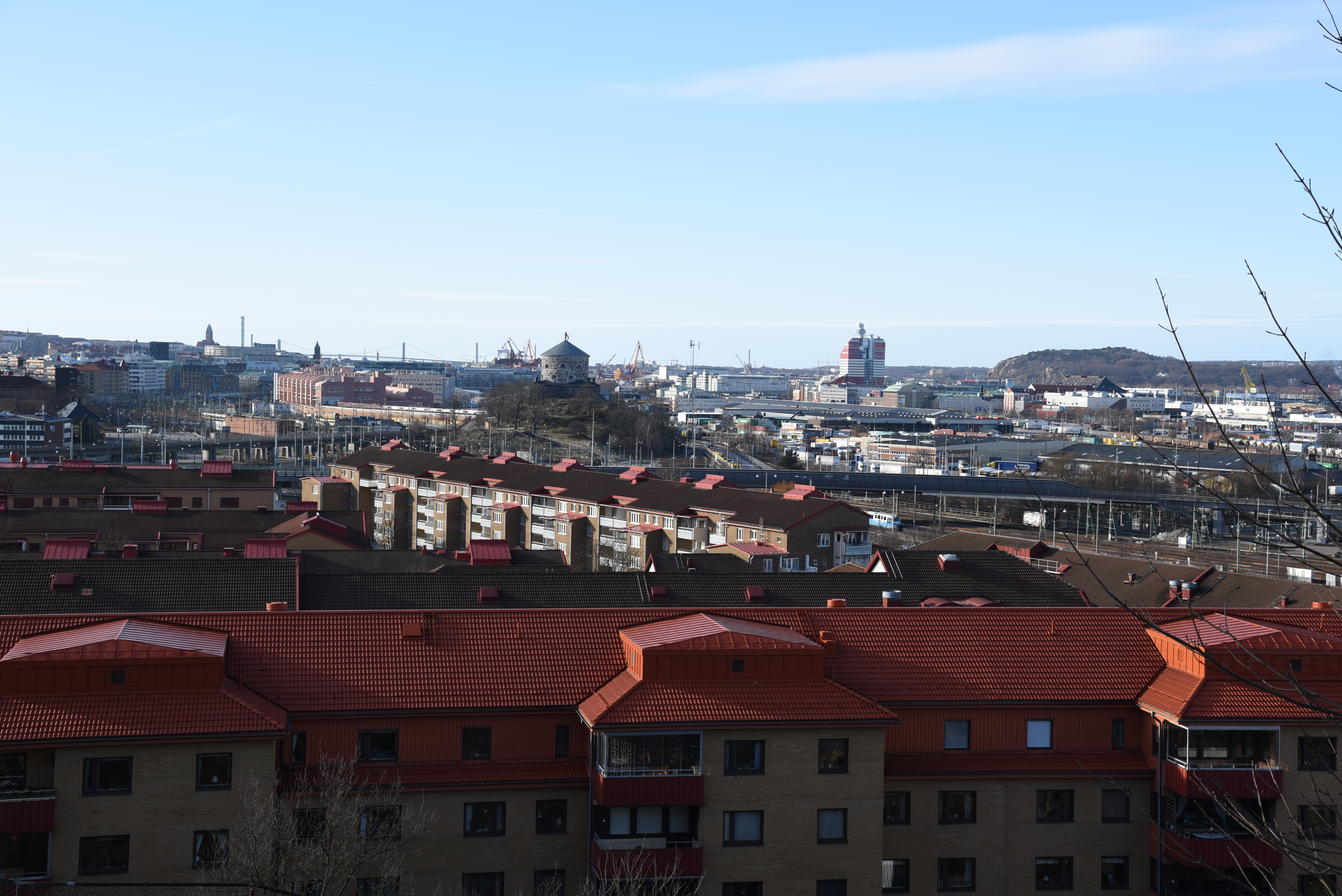
Vy över Olskroken från Redbergsparken. I förgrunden bostadshusen vid Hökegatan.

Fastighetsbolaget Göta Lejon började köpa upp hus 1963. Därefter ökade förfallet och 1973 beslutade stadsfullmäktige om totalsanering. Under den perioden ökade brottsligheten i området, hyresgäster lämnade området och hemlösa och alkoholister sökte sig dit. Det uppstod en debatt om konsekvenserna av rivandet och de boende försökte rusta upp en del av husen, men det ledde inte till något resultat. 1980 exproprierades den sista fastigheten och därmed kunde det sista kapitlet avslutas för den enda kvarvarande, homogena arbetarstadsdelen från denna tid. Den nya stadsplanen fastställdes 1979 och det nya Olskroken stod klart 1983.

### Brandväsendet
År 1864 framlades till Göteborgs stadsfullmäktige ett förslag till brandordning, enligt vilken det skulle finnas fyra brandstationer i staden: en i stadshuset, en på Stampen, en i mitten av Majorna och en i Redbergslid. Man beslöt att det i stationen vid Redbergslid skulle förvaras två så kallade distriktssprutor (brandsprutor). Någon särskild brandvakt krävdes ej, utan det skulle skötas av sex extra brandmän som skulle ha sin bostad i grannskapet. Deras lön bestämdes till 50 riksdaler om året. En extra brandman skulle tjänstgöra vid eldsvådor och övningar, men den som var stationerad vid Redbergslid skulle endast tjänstgöra vid eldsvådor i området utom vid speciella fall och då endast efter tillsägelse av överbefälhavaren. Tornväktarna i Kristine kyrka (en förman, fyra dagtornväktare och åtta nattornväktare) skull vid brand klämta enligt vissa föreskrifter. Åt den sida som elden märktes skulle under dagtid en flagga hängas ut och på natten en lykta med en viss färg. Inom Stampen och Redbergslid skedde klämtning med fyra slag och färgen var grön. Till en kostnad av 1 656 riksdaler, uppfördes 1865 ett stationshus, ett spruthus vid nuvarande Ånäsvägen 8. De fem brandmännen skulle ha skyddsutrustning, vilken bestod av rock och byxor av segelduk för 15 riksdaler per styck.
År 1865 bestod brandkåren i Redbergslid av följande personer: som förman fungerade värdshusinnehavaren Jonsson, "Okegubben" kallad. Det fanns fyra brandkarlar: skomakarmästare A. Magnusson, bröderna J. Jakobsson och E. Jakobsson samt bagare Nilsson. Endast tre större eldsvådor finns noterade under det första stationshuset tid: vid Ånäsvägen 14 ("Brända huset"), ett hus vid Lilla Härlanda samt en stor ljungbrand i "Spettalsbergen".
År 1906 revs det gamla stationshuset, och en ny station byggdes vid hörnet av Höke- och Olskroksgatan i 22:a kvarteret Dovhjorten, som stod klart 1905 efter ritningar av Emil Billing. Adressen var Olskroksgatan 21 A- Hökegatan 10. Stationens bemanning var från starten: en brandmästare, tre brandförmän, och tolv ordinarie brandmän som tjänstgjorde tre dygn i följd och ett fritt dygn. Dessutom fanns nio extra brandmän med beredskapstjänst var tredje dygn. Stationsutrustningen bestod av: en öppen utryckningsvagn, en ångspruta, en stegvagn och en ambulansvagn. Hela brandväsendet motoriserades 1923. Tomtarealen utgjorde 1 681 kvadratmeter år 1925, och byggnaden var taxerad till 115 000 kronor.
Olskroksstationen upphörde den 1 juli 1956, samtidigt med invigningen av den toppmoderna brandstationen vid Torpagatan i Kålltorp. Huset innehöll därefter bland annat en tvättinrättning och från 1959 öppnade Frälsningsarmén ett härbärge för ”lösdrivande pojkar.” År 1964 flyttade fritidsverksamheten Olskroksgården in i huset. Brandkåren fick från 1972 förvara sina gamla föremål här, och det fanns planer på ett permanent brandkårsmuseum. Men trots ett kommunfullmäktigebeslut, anslogs aldrig medel för ett museum.  Huset revs den 2 februari 1978, mot Historiska museets, Industrimuseets och stadsdelsföreningens vilja.

### Idrottsföreningar
Redbergslids Idrottsklubb (RIK), bildades den 6 december 1916 på Redbergsvägen av sex ungdomar i åldrarna 13 till 17 år. År 1917 startades fotbollssektionen och 1918 började man med bandy. Handbollslaget bildades 1930.
Olskrokens Fotbollsklubb var endast verksamma under ett år, 1906. De tränade på Redbergsparkens sandplan och spelade fem matcher.
IF Norden ägnade sig åt fotboll och atletik och hyrde en lokal vid Sankt Pauligatan.
Idrottsklubben Brage grundades 1908 av 12–15-åriga pojkar under namnet Redbergslids Atlet och Idrottsklubb och ägnade sig åt brottning och friidrott. De lyckades, trots brist på pengar, bygga ett klubbhus vid Nyttan i Strömmensberg. Under första världskriget lades föreningen ner.
Olskrokens IS bildades 1909 av några pojkar. De uppförde ett klubbhus intill Västra stambanan, vilket senare flyttades till Ånäsfältet. Föreningen ägnade sig åt friidrott och  fotboll. Fotbollssektionen lades ner efter några år och hela föreningen lades ner 1919.
Redbergslids Boxningsklubb bildades den 6 januari 1923 efter en utbrytning ur Örgrytes Boxningssektion. År 1924 tog föreningen sitt första SM. Bland föreningens namnkunniga boxare märks Europamästaren Karl-Gustaf Norén, OS-tvåan 1948 Gunnar Nilsson och världsmästaren Ingemar Johansson.
Olskrokens IF grundades 1935 med handboll och fotboll på programmet och ett SM-silver i handboll som största merit. Klubben lades ner 2015.

## Bebyggelse

### Byggnadskvarter
Olskroken omfattar följande byggnadskvarter: N:o 1 Älgen, N:o 2 Renen, N:o 3 Tapiren, N:o 4 Giraffen, N:o 5 Tjuren, N:o 6 Oxen, N:o 7 Kon, N:o 10 Fölungen, N:o 11 Killingen, N:o 12 Kamelen, N:o 13 Dromedaren, N:o 14 Hästen, N:o 15 Sebran, N:o 16 Kvaggan, N:o 18 Elefanten, N:o 20 Flodhästen, N:o 21 Kronhjorten, N:o 22 Dovhjorten, N:o 23 Rådjuret, N:o 24 Antilopen, N:o 25 Buffeln, N:o 26 Stenbocken, N:o 27 Gasellen, N:o 28 Baggen, N:o 29 Kalven, N:o 30 Fåret, N:o 31 Bocken, N:o 33 Redbergslid, N:o 34 Bisonoxen, N:o 35 Hallarna.

### Bostadshus

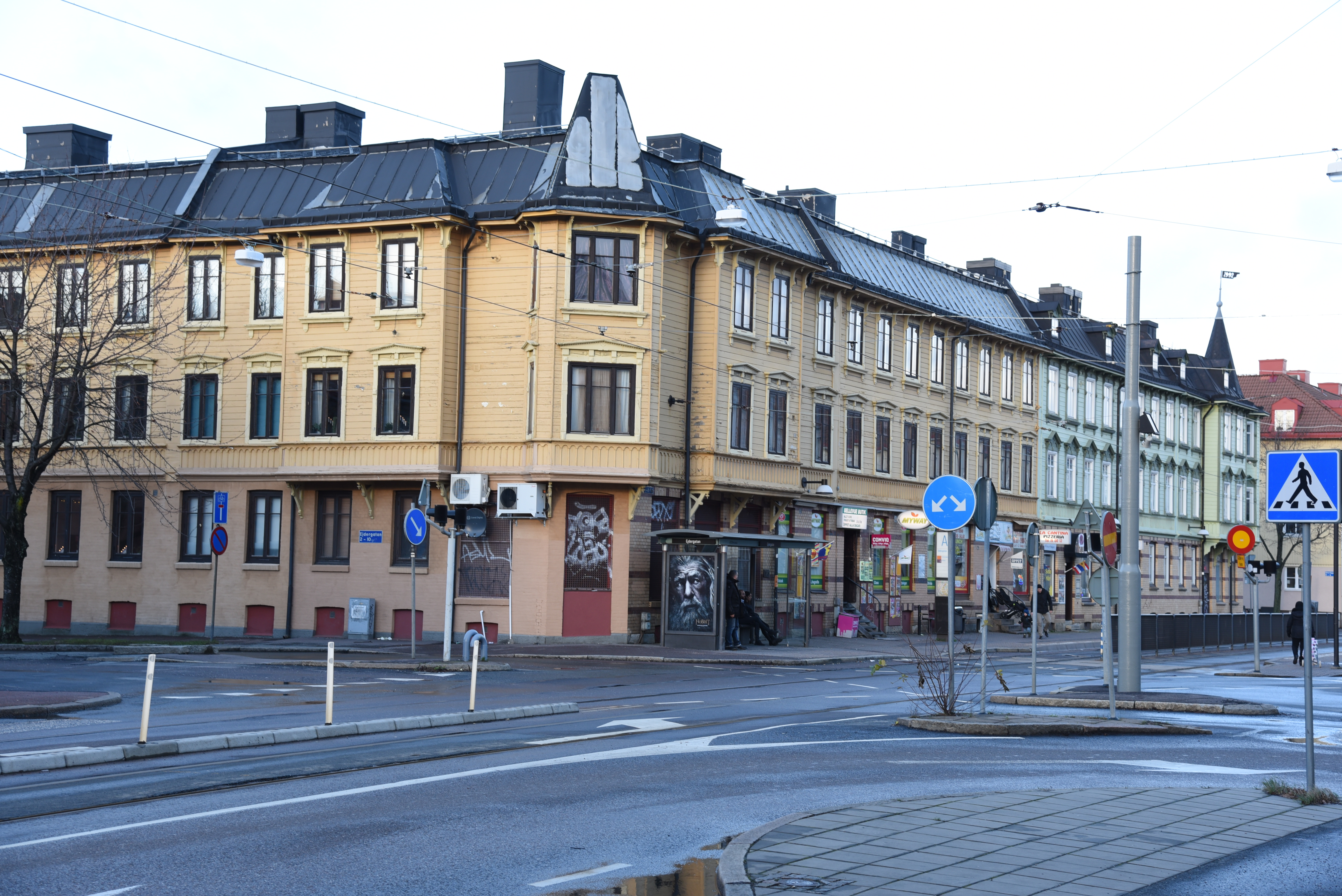
Ånäsvägen 48-56.

De flesta byggnaderna i Norra Olskroken uppfördes efter år 1900. Längs Ånäsvägen byggdes under åren 1910–1930 landshövdingehus och tegelhusen vid Övre Olskroksgatan uppfördes 1930–1945.
I hörnet av Prästgatan/Olskroksgatan ligger ett stenhus med torn, kallat "Järnvägsmannahuset", och i hörnet av Olskroksgatan/Övre Olskroksgatan uppfördes 1897 ett stenhus i tre våningar som tjänstemannabostäder för Gamlestadens fabriker, kallad "Patronernas villa", efter ritningar av E Krüger. Det byggdes 1984 om till hotell. "Järnvägsmannahuset" ritades av Hans Hedlund och uppfördes 1900-1901 för Statens Järnvägars Änke- och Pupillkassa. Huset byggdes om 1997.
Vid Falkgatan 5 ligger Sankt Pauli barnhem, som uppfördes 1913 för stiftelsen S:t Pauli barnhem. Den funktionalistiska byggnaden vid Falkgatan 7–9, som inrymmer bland annat kulturföreningen Falken, uppfördes 1932 som polishus.
Landshövdingehusen i kvarteret Dromedaren byggdes 1910–1930. Två av dem revs 1980–1981 och ersattes med en ny stenbyggnad.
Landshövdingehusen vid Ånäsvägen 48–50 uppfördes 1905 och har rikt dekorerade fasader.

### S:t Paulikyrkan
S:t Paulikyrkan, belägen mellan Redbergsplatsen och Olskrokstorget, ritades av Adrian C. Peterson och uppfördes under åren 1880–1882 i nyromansk och nygotisk stil. Den hade vid den tiden plats för 1 200 besökare. På 1940-talet förändrades interiören delvis. Den år 1888 uppförda prästgården revs på 1970-talet.
Nedanför kyrkan står en fontän med skulpturen Elementens kamp av skulptören Anders Jönsson och uppställd under medverkan av arkitekt R.O. Swensson. Den var ursprungligen placerad vid lekplatsen på det gamla Olskrokstorgets nordvästra sida. Den bekostades med 12 000 kronor ur Charles Felix Lindbergs donationsfond (1927), invigdes 6 juni 1930 och flyttades i samband med att stadsdelen Olskroken omdanades under 1960-talet. På sommaren 1971 återinvigdes fontänen på sin nuvarande plats.

### Redbergslids Missionsförsamling
Missionsförsamlingen (eller föreningen, som den då kallades) bildades den 16 november 1884 av medlemmar, som till dess tillhört Evangeliska Missionsföreningen (Betlehemskyrkan) och övriga som på grund av avståndet från sin förra tillhörighet nu konstituerade sig som en egen fristående församling, med från början 69 medlemmar. Dess förste ordförande blev ornamentskärare Johannes Andersson. Men först den 20 februari 1909 kunde och lyckades församlingen anställa sin första fast anställda predikant och föreståndare. Det blev pastor Axel F. Svanqvist, vilken tidigare varit i USA. Missionskyrkan byggdes 1885 vid Lilla Hökegatan 4, och med Johan August Westerberg som byggmästare och kunde invigas den 11 oktober samma år. Den hade då kostat cirka 85 000 kronor. Kyrkan har 600 sittplatser och i fastigheten ingick dessutom ett 20-tal lägenheter, en mindre sal, ungdomsrum, slöjdsal med mera. Kyrkan revs 1977.

### Skolor

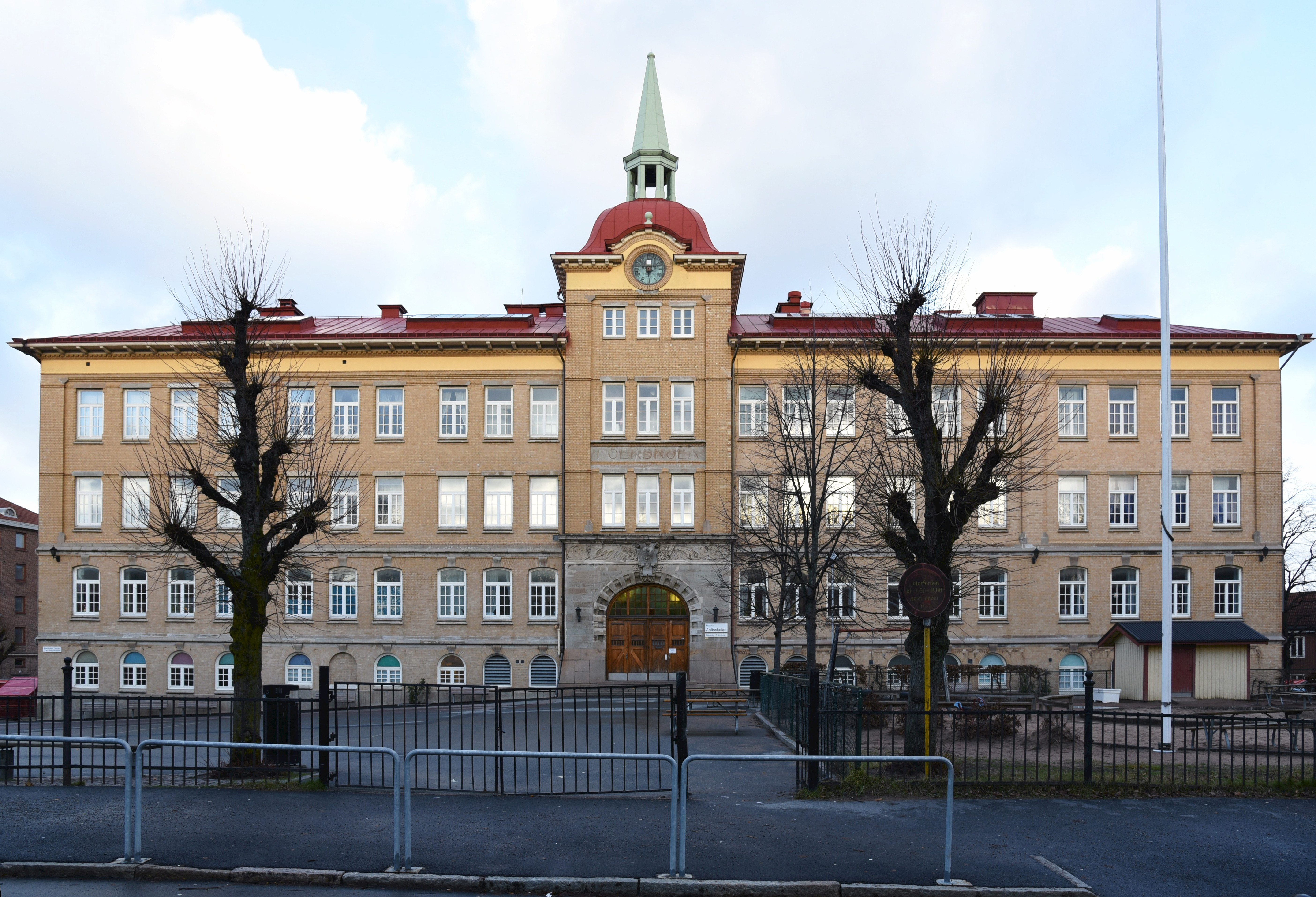
Ånässkolan.

År 1879 uppfördes Redbergsskolan, efter ritningar av J Dähn, intill Redbergsparken. Den byggdes på med en våning 1893. Stadsdelens andra skola var Ånässkolan, som ritades av Yngve Rasmussen och uppfördes 1902.

### Biografer
Olskrokens första biograf hette Olskrokens Kinematograf och låg en kort tid 1905 vid Borgaregatan 20 i samma byggnad där Quo Vadis öppnade 25 mars 1918, men med ingång från Redbergsvägen 14 vid Liepes villa. Namnet ändrades till Östra Bio 5 september 1921 och på sommaren 1963 stängde den för gott.
Övriga biografer i trakten var Saga, Sofiagatan 2, 1942-1964 och Redbergsgården, Danska vägen 110, 1943-1971. Båda byggnaderna finns kvar. Redbergsgården ritades av A Jonsson och uppfördes 1934 för Göteborgs Arbetareförening.

### Elektricitetsverkets understation
Den 28 augusti 1913 beslöt Göteborgs stadsfullmäktige att låta uppföra en understation för Göteborgs stads elektricitetsverk vid Svangatan i 19 roten i Olskroken. Arbetet påbörjades den 18 oktober 1913 och stationen togs i bruk den 26 november 1914. Totalkostnaden blev 335 795 kronor. Ernst Torulf gjorde ritningarna och byggnadsfirma var A. Krüger & Son. Två generatorer om vardera 150 kilowatt svarade för elproduktionen.

### Pellerins margarinfabrik

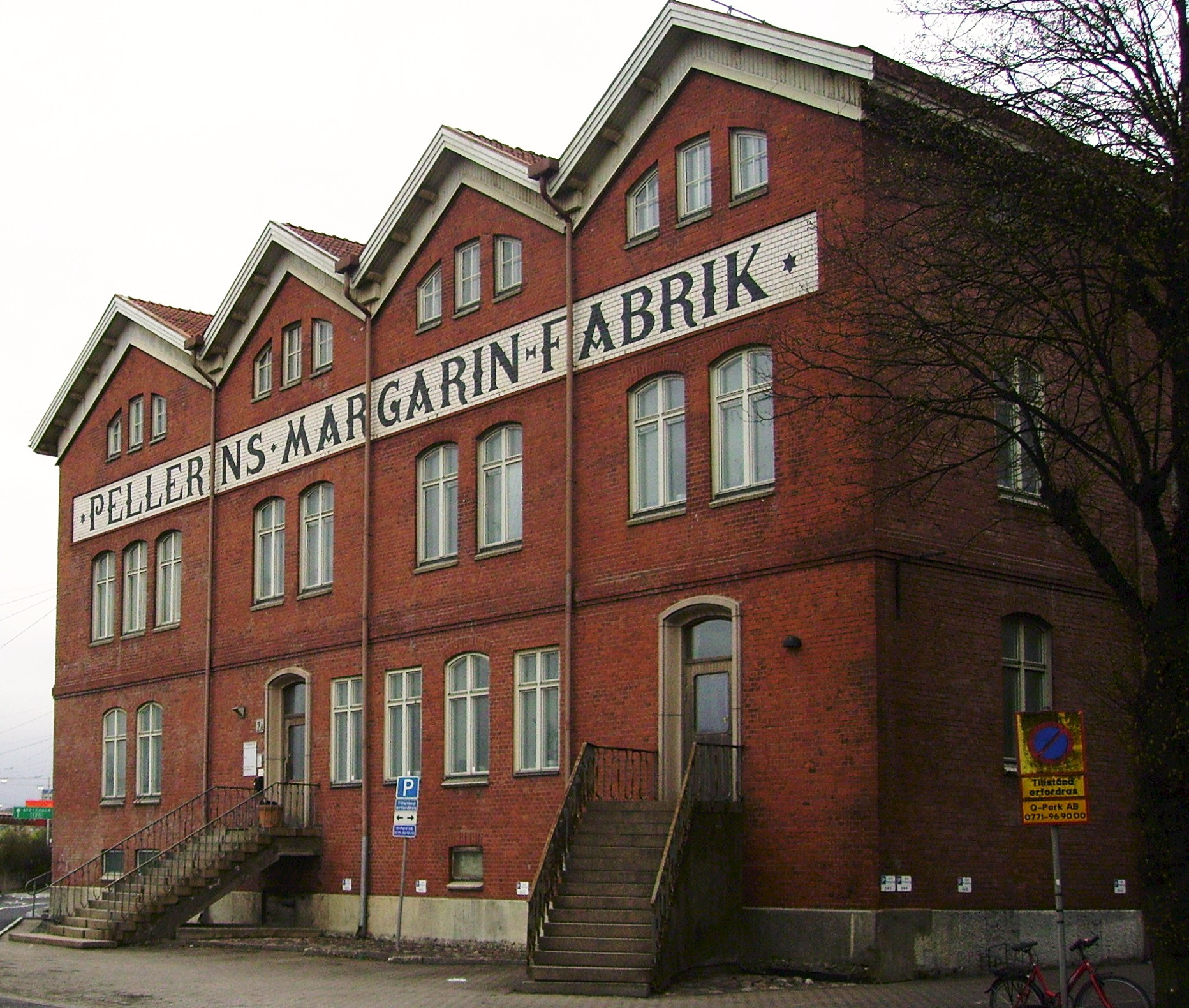
Pellerins margarinfabrik.

Pellerins margarinfabrik, vid Svangatan/Ejdergatan, etablerades 1895 och byggdes efter hand ut och verksamheten bedrevs till 1960-talet. Byggnaden är ombyggd och ny verksamhet bedrivs i lokalerna.

### Gamlestadens fabriker
Gamlestadens fabriker ligger på mark som tillhört Ånäs landeri. År 1729 anlade bröderna Jakob och Niklas Sahlgren ett sockerbruk på området. Det lades ner 1835 och 1854 inrättades ett bomullsspinneri där. Under 1870-talet utökades anläggningen och 1892 tillkom ett väveri. Utbyggnaden fortsatte fram till 1950-talet, men Gamlestadens fabriker kom att avvecklas i tre etapper under 1960-talet.

### P-huset
P-huset har adress Lilla Olskroksgatan 1, och arkitekt var Kanozi/Björn Siesjö. Det stod klart 2008 och bygglovet gavs i februari 2007.

## Kommunikationer
Redbergsvägen, med hållplatsen Olskrokstorget, och Redbergsplatsen, trafikeras av spårvagnslinjerna 1, 3, 6 och 8, samt stombusslinje 17. Redbergsplatsen utgör även ändhållplats för stombusslinje 60.
Angeredsbanan går också genom Olskroken men den har aldrig haft någon hållplats i stadsdelen.

### Olskroksmotet
Bebyggelsen vid Olskrokstorget begränsas västerut av den stora motorvägskorsningen Olskroksmotet där Europaväg 20 från Stockholm förenas med Europaväg 6 från Oslo och går mot Malmö i söder.

## Nyckeltal

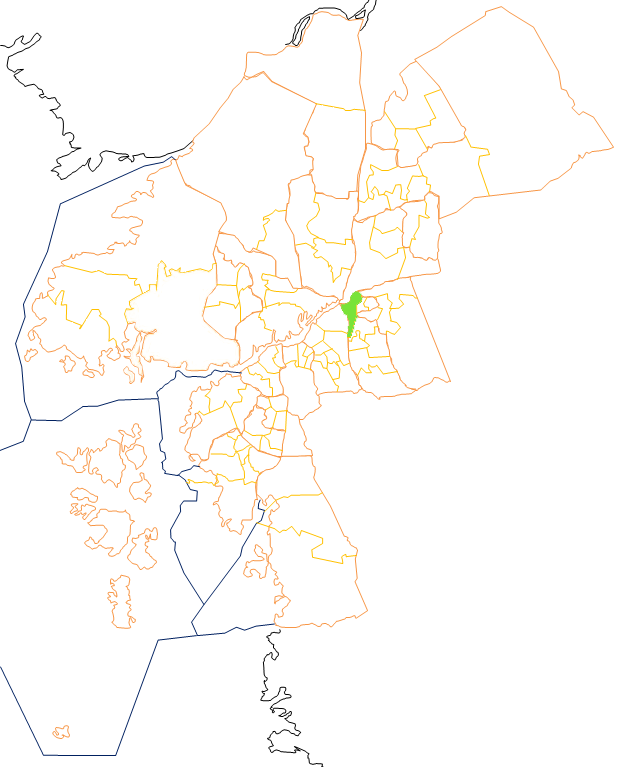
Olskroken.

Nyckeltalen redovisar statistik som beskriver Göteborg och dess 96 delområden, primärområden, per den 31 december och kan användas för att jämföra de olika områdena. Nedan redovisas uppgifter för primärområdet och jämförelse görs mot uppgifterna för hela kommunen.
|                                                           | Olskroken  | Hela Göteborg |
| --------------------------------------------------------- | ---------- | ------------- |
| Folkmängd                                                 | 5 890      | 579 281       |
| Befolkningsförändring 2018–2019                           | -5         | +7 413        |
| Andel födda i utlandet                                    | 23,5 %     | 27,5 %        |
| Andel utrikes födda eller med två utrikes födda föräldrar | 30,4 %     | 37,0 %        |
| Medelinkomst                                              | 310 700 kr | 318 400 kr    |
| Arbetslöshet                                              | 3,8 %      | 5,8 %         |
| Antal ersatta dagar från F-kassan per person (16-64 år)   | 24,6       | 21,1          |
| Andel med eftergymnasial utbildning (minst 3 år)          | 36,8 %     | 36,6 %        |
| Andel bostäder före 1941                                  | 56,2 %     |               |
| Andel bostäder i allmännyttan                             | 19,4 %     | 26,2 %        |
| Antal färdigställda bostäder 2019                         | 0          |               |
| Andel bostäder i småhus                                   | 0,0 %      | 18,7 %        |

## Stadsområdes- och stadsdelsnämndstillhörighet
Primärområdet tillhörde fram till årsskiftet 2020/2021 stadsdelsnämndsområdet Örgryte-Härlanda och ingår sedan den 1 januari 2021 i stadsområde Centrum.

## Galleri

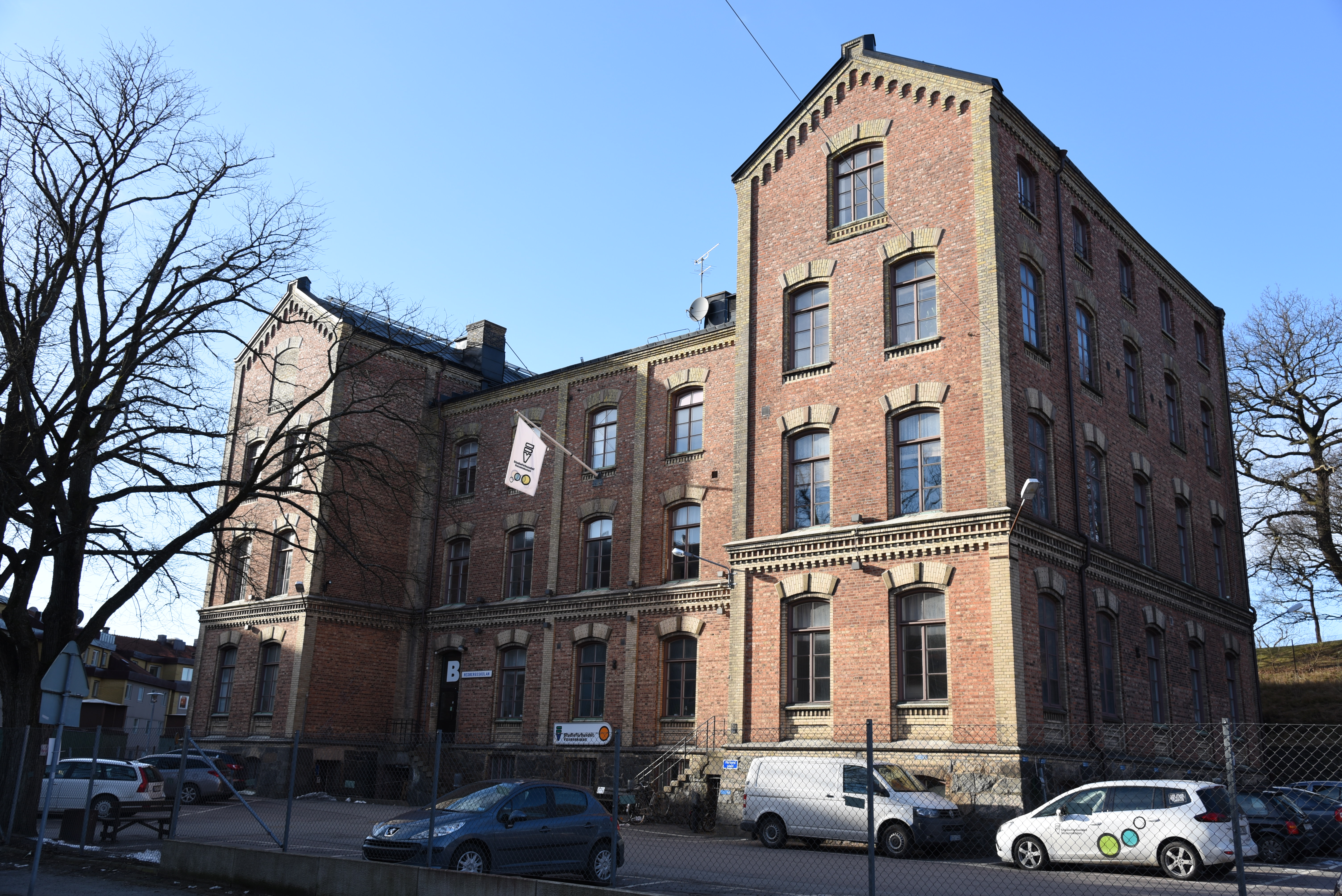
Redbergsskolan
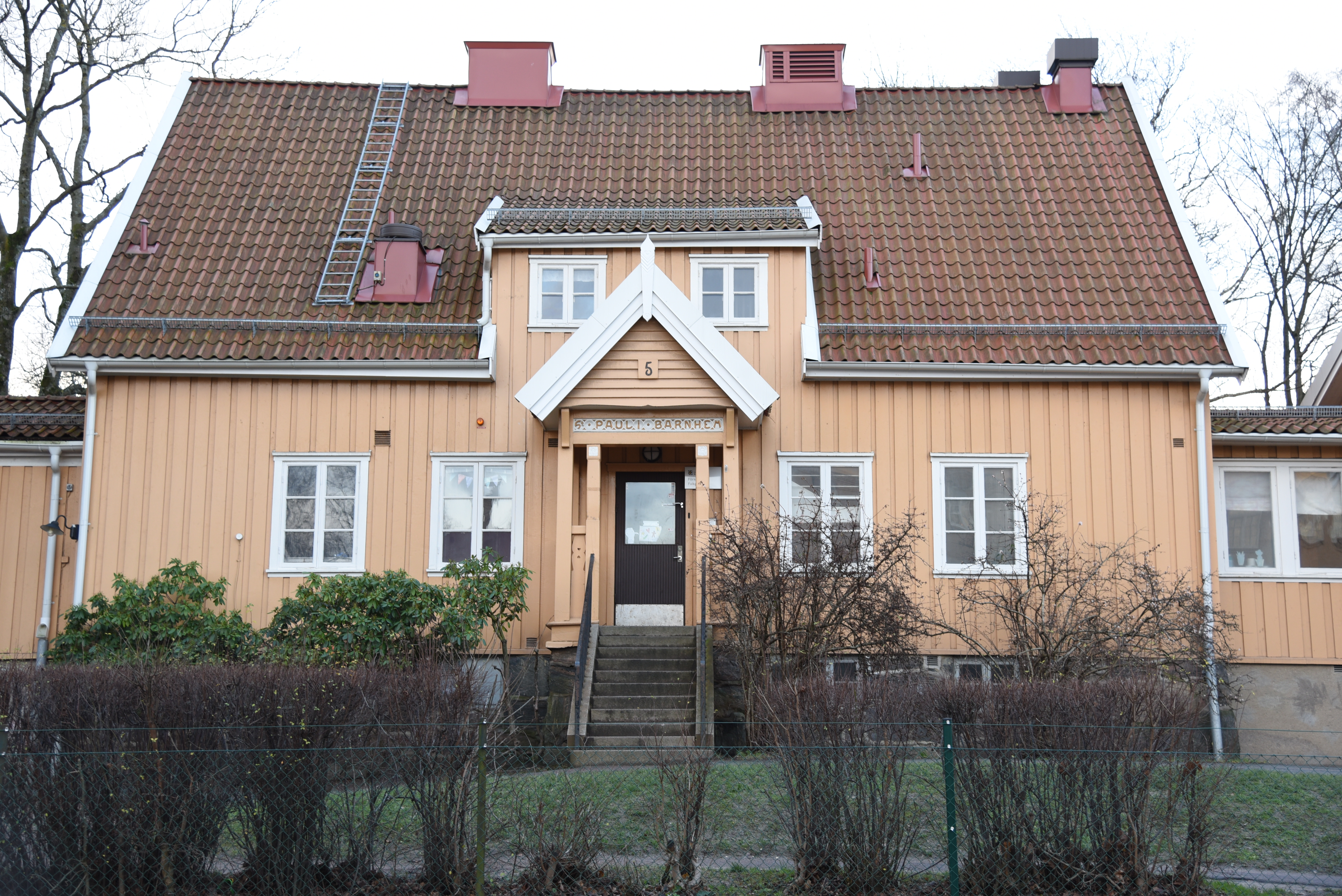
Sankt Pauli barnhem
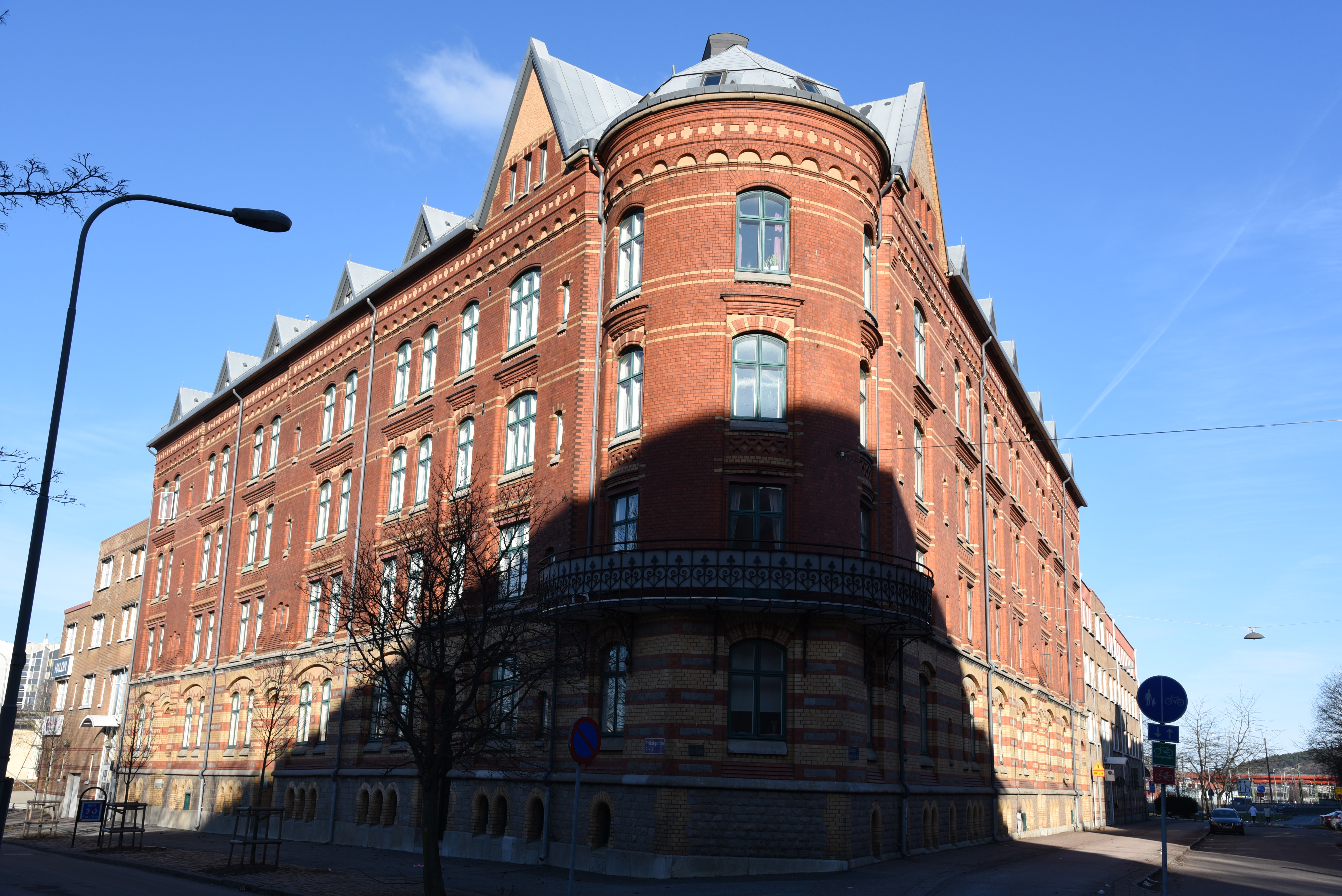
Järnvägsmannahuset vid Olskroksgatan 28.
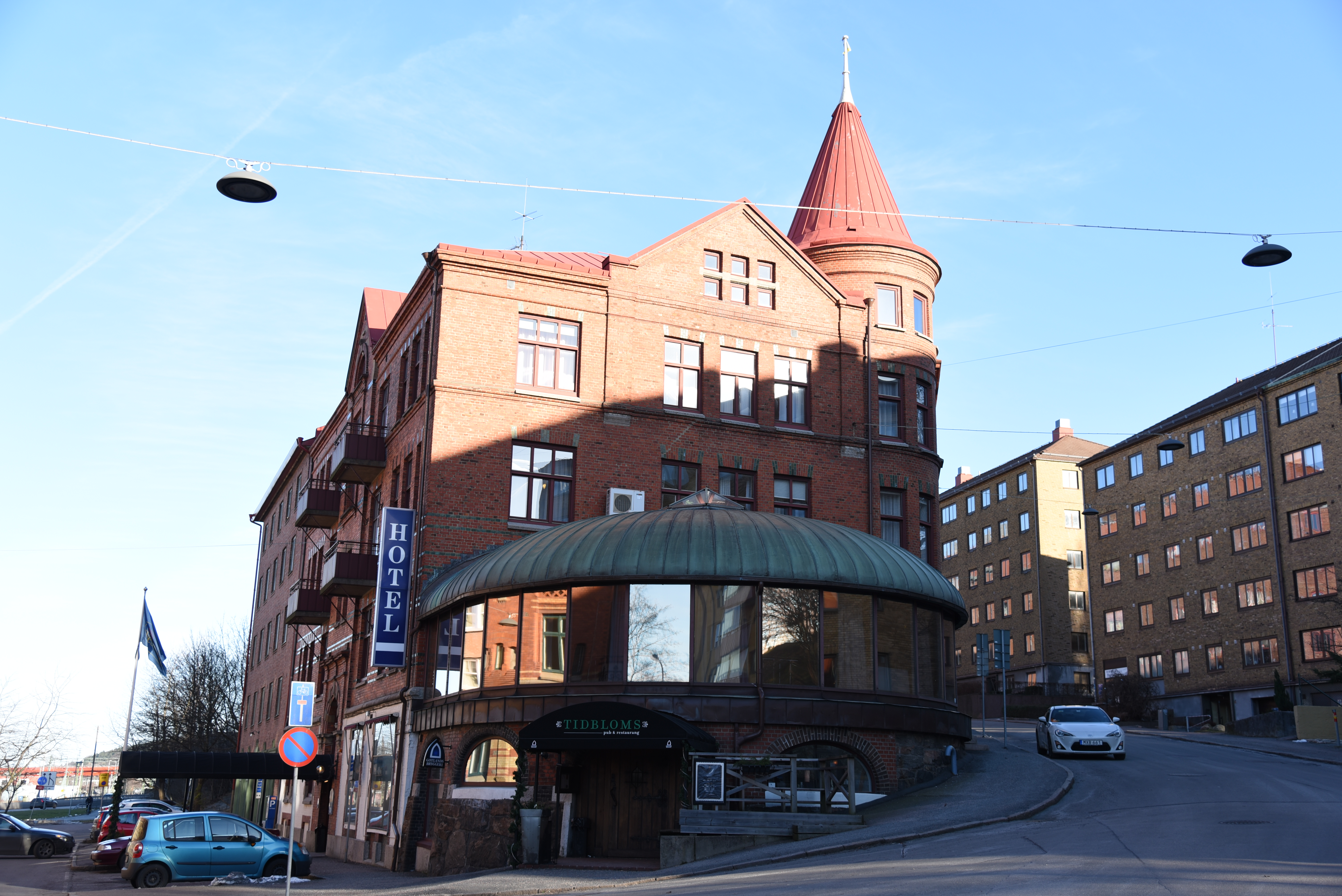
Olskroksgatan 23
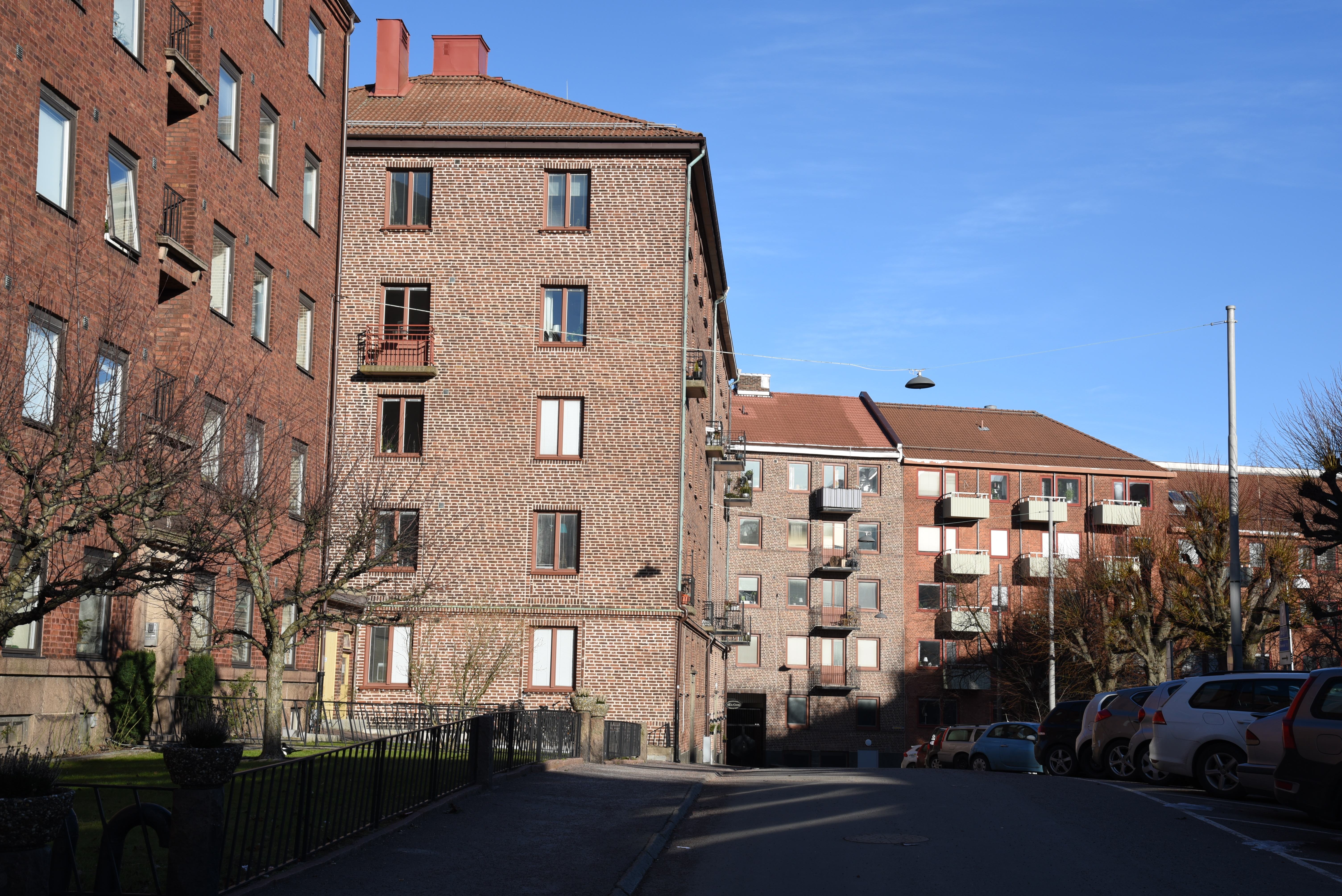
Övre Olskroksgatan
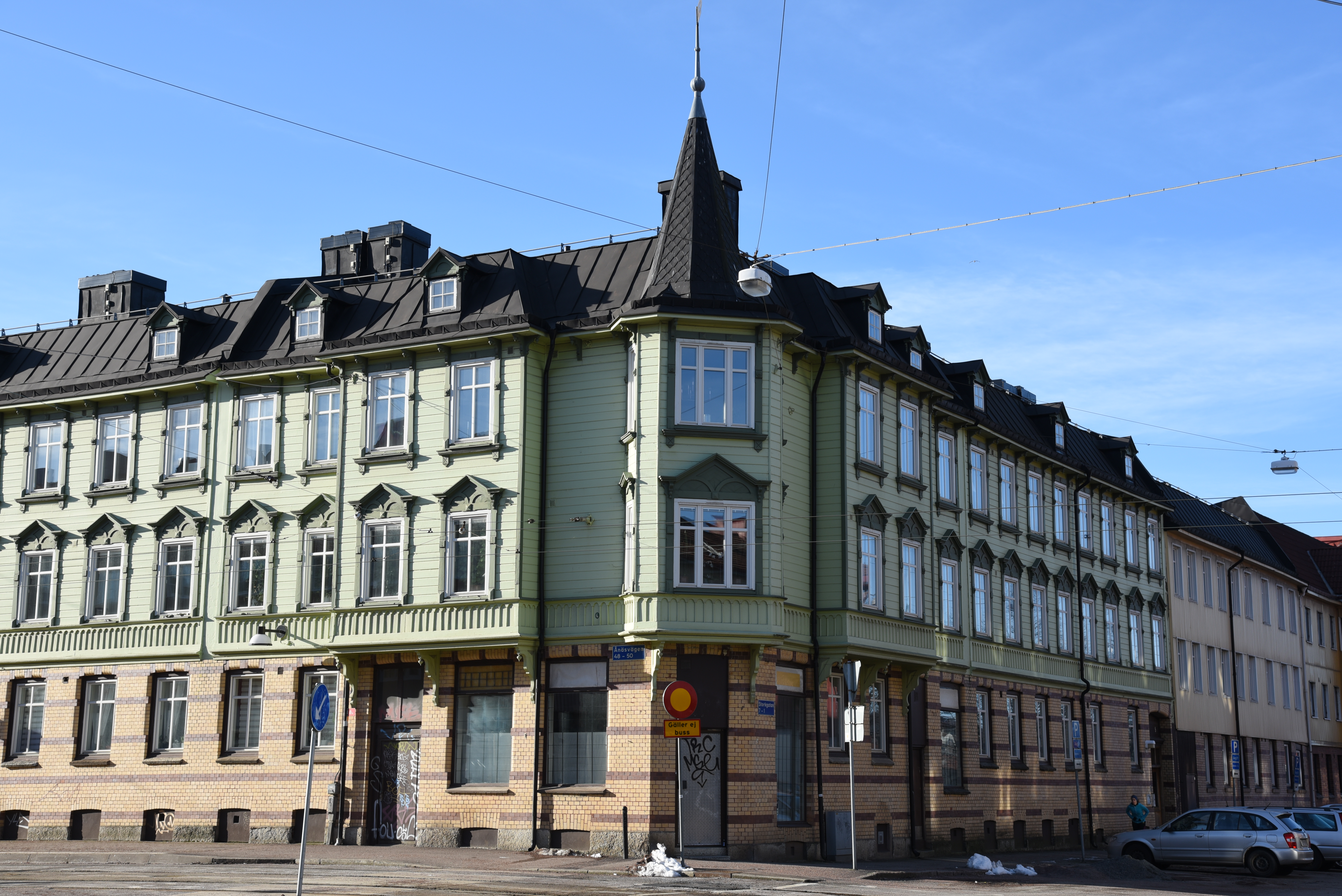
Landshövdingehus vid Ånäsvägen/Storkgatan.
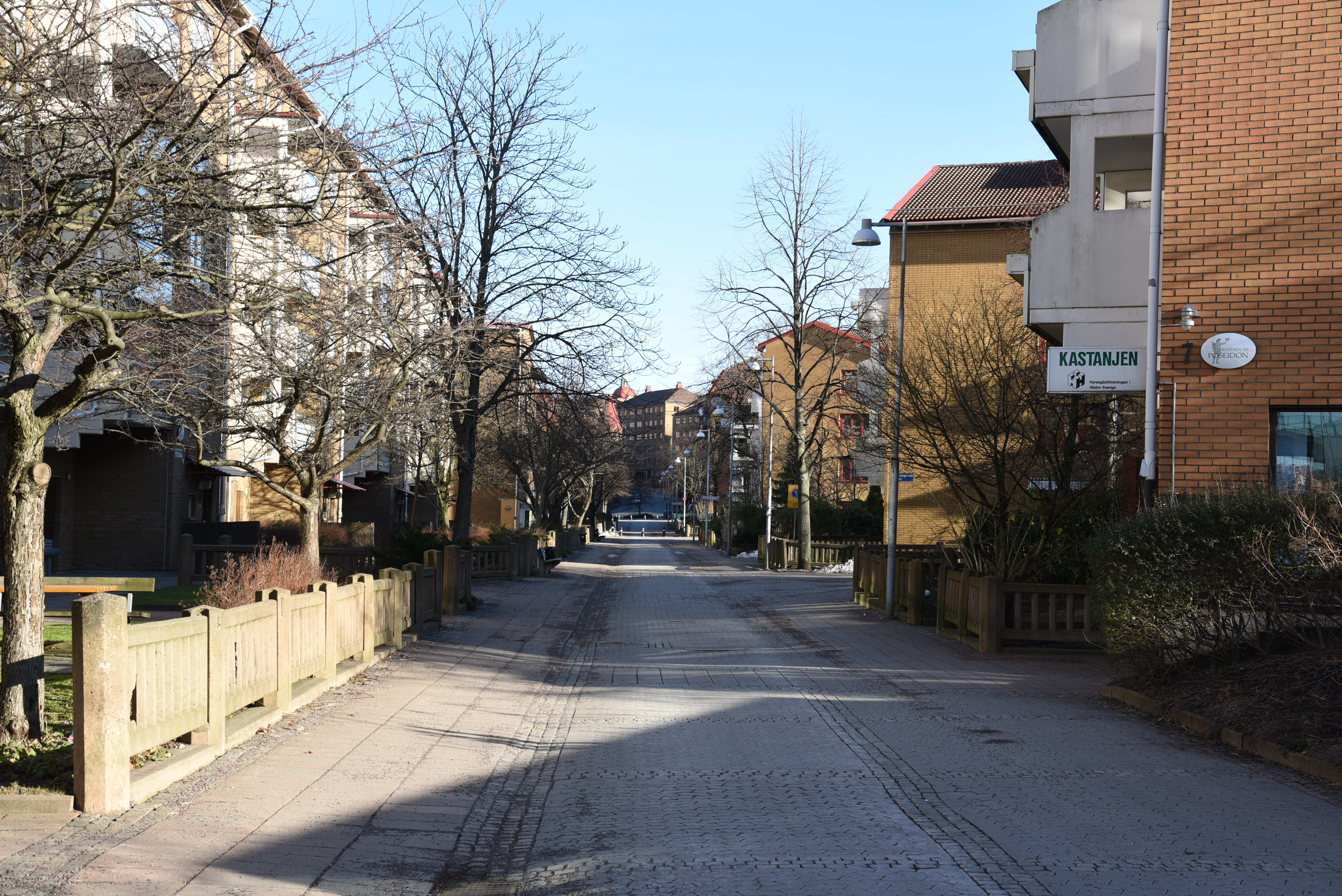
Olskroksgatan
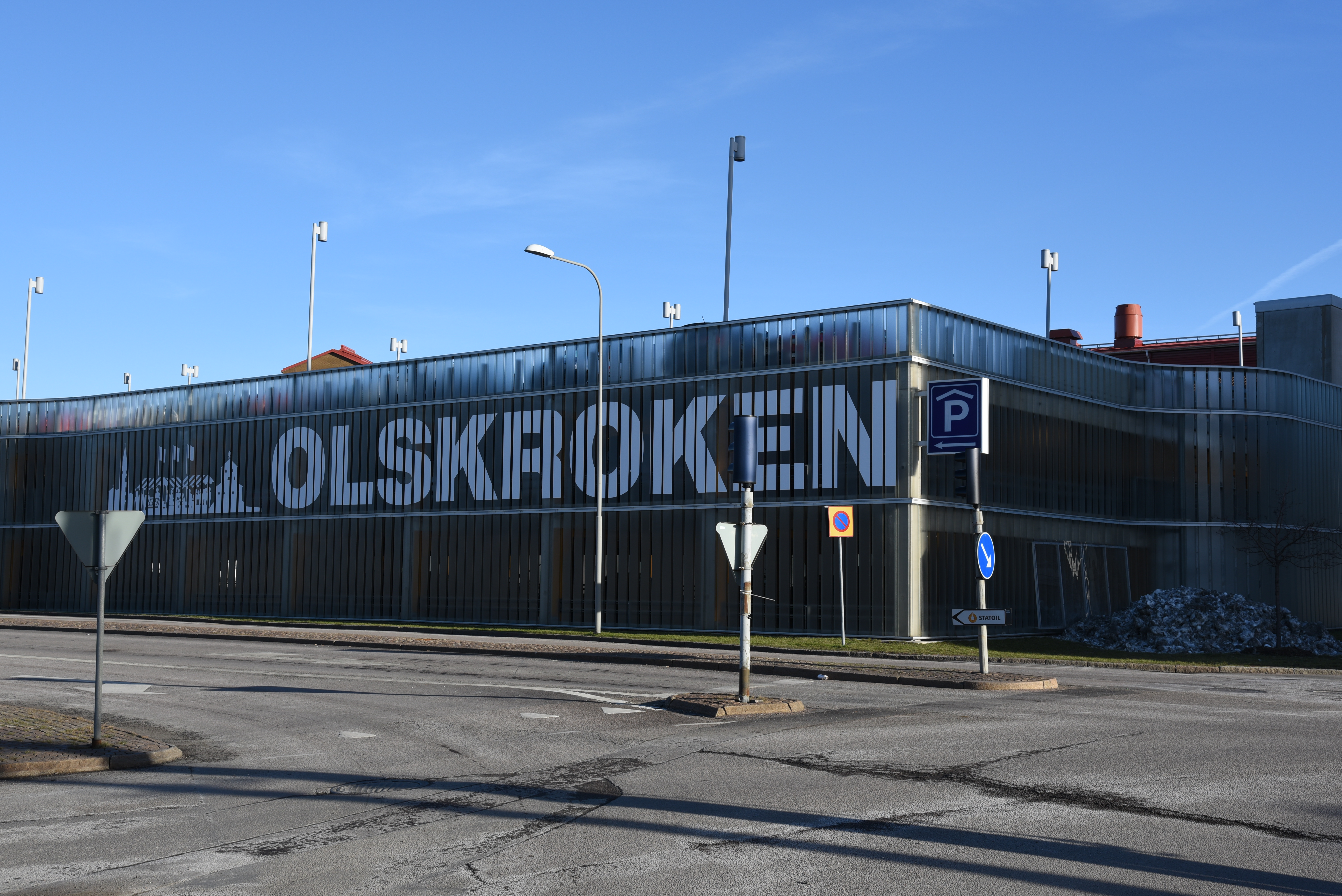
Parkeringshuset